# Sandburr
Der Sandburr ist ein mit Verordnung vom 3. Dezember 1992 durch das Regierungspräsidium Tübingen ausgewiesenes Naturschutzgebiet auf dem Gebiet der Gemeinde Merklingen.

## Lage
Das Naturschutzgebiet Sandburr liegt ungefähr einen Kilometer östlich von Merklingen jenseits des Steinbruchs. Es befindet sich unmittelbar südlich der Kleingartenanlage Ohnreine. Es gehört zum Naturraum Mittlere Kuppenalb.

## Schutzzweck
Wesentlicher Schutzzweck ist laut Schutzgebietsverordnung „die Erhaltung einer typischen Wacholderheide der Schwäbischen Alb mit ihren zahlreichen Pflanzengesellschaften [...]; die Pflege und Weiterentwicklung dieser intakten Heidefläche durch die für diese Landschaftsteile charakteristische extensive Schafbeweidung; der Erhalt dieser durch den Einfluß von Mensch und Tier entstandenen Landschaft als Zeuge früherer Wirtschaftsweise sowie die Schaffung eines Bindegliedes im Heideverbund Laichingen‑Merklingen‑Nellingen zur Sicherung der regionalen Funktion als Überlebensraum für an diese Standorte besonders angepaßte Arten.“

## Landschaftscharakter
Das Naturschutzgebiet Geißrucken umfasst einen südexponierten Hang eines für die Mittlere Kuppenalb typischen Trockentals. Es ist größtenteils von einer Wacholderheide bedeckt.

## Zusammenhängende Schutzgebiete
Im Süden grenzt das Landschaftsschutzgebiet Merklingen an. Das Naturschutzgebiet bildet eine Verbundsachse mit den  Naturschutzgebieten Bleich im Westen und Geißrucken im Osten und ist Bestandteil des FFH-Gebiets Kuppenalb bei Laichingen und Lonetal.